# Frontières de la Hongrie

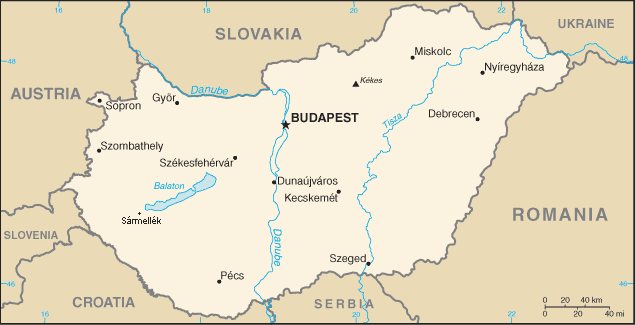
Carte de la Hongrie (en clair), mettant en évidence ses frontières terrestres avec les pays voisins.

Les frontières de la Hongrie sont les frontières internationales qui la séparent de l'Autriche, de la Slovaquie, de l'Ukraine, de la Roumanie, de la Serbie, de la Croatie et de la Slovénie. Le pays étant sans accès à la mer, toutes ses frontières sont soit terrestres, soit fluviales (Danube et Drave principalement), soit lacustres (lac de Fertő).

## Frontières

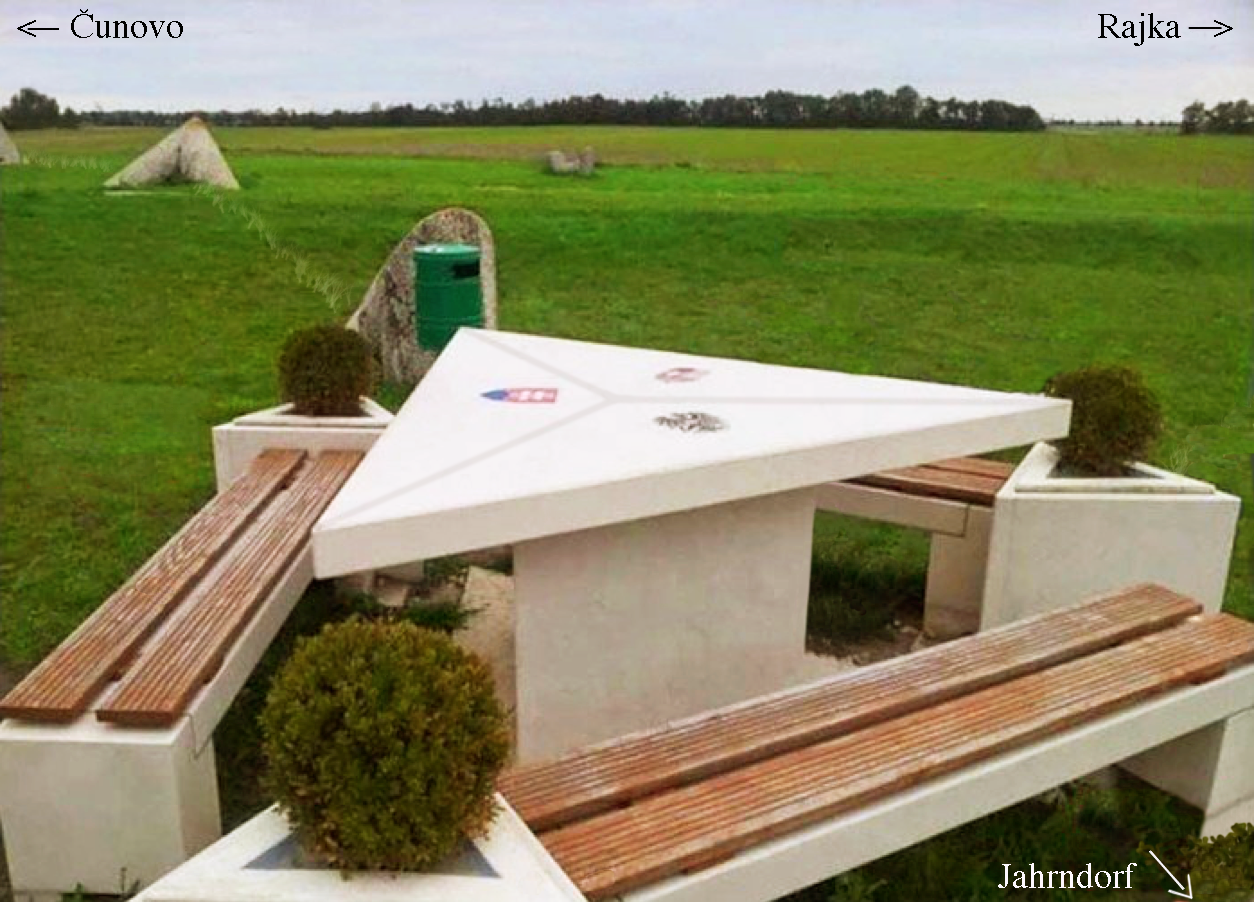
Table à pique-nique marquant le tripoint Hongrie (droite)/ Slovaquie (gauche)/ Autriche (premier plan) ; les trois pays font partie de l'espace Schengen, mais jusqu'en 1989, c'était un no man's land (zone interdite) à l'intérieur du rideau de fer dont on voit encore des éléments en béton.

La Hongrie partage des frontières terrestres avec sept pays (dont cinq sont, comme elle, membres de l'Union européenne) pour un total de 2 176 km. Elles ont toutes été tracées pour délimiter la deuxième république de Hongrie, fin 1918 et début 1919, à la suite de la dislocation de l'empire austro-hongrois et de la première république hongroise. À deux exceptions près (environs de Sopron en 1922, et de Bratislava en 1946), la délimitation fut effectuée par la commission internationale Lord où des géographes comme Robert Seton-Watson (en) ou Emmanuel de Martonne et l'historien Ernest Denis jouèrent un rôle important. Ces frontières ont été officialisées par les traités de Trianon (1920) et de Paris (1947).

### Récapitulatif
Le tableau suivant récapitule l'ensemble des frontières de la Hongrie dans le sens des aiguilles d'une montre :
| Pays      | Distance (km) | Notes                                                                    |
| --------- | ------------- | ------------------------------------------------------------------------ |
| Autriche  | 366           |                                                                          |
| Slovaquie | 677           |                                                                          |
| Ukraine   | 103           | Est aussi une frontière de l'Union européenne, surveillée par la Frontex |
| Roumanie  | 448           |                                                                          |
| Serbie    | 151           | Est aussi une frontière de l'Union européenne, surveillée par la Frontex |
| Croatie   | 329           |                                                                          |
| Slovénie  | 102           |                                                                          |
| Total     | 2 189         |                                                                          |